# Tuxedomoon
 (octobre 2020).
Si vous disposez d'ouvrages ou d'articles de référence ou si vous connaissez des sites web de qualité traitant du thème abordé ici, merci de compléter l'article en donnant les références utiles à sa vérifiabilité et en les liant à la section « Notes et références ».
Pour les articles homonymes, voir Tuxedo.
Tuxedomoon est un groupe expérimental avant-gardiste au style plutôt électronique no wave. Ce fut un des premiers groupes de la culture underground californienne à mélanger synthés, bandes enregistrées et violons.

## Biographie
En 1977, le groupe se forme à San Francisco. Il commence à se faire connaître en faisant la première partie de Devo et avec la chanson No tears, leur premier succès en 1978.
En 1981, il émigre en Europe, où l'environnement est plus apte à accueillir leur perception musicale, qui s'éloigne un peu du « tout électronique » et se diversifie. Sa composition, évolutive, intègre plusieurs personnalités créatives comme Winston Tong, Bruce Geduldig et, plus tard, Luc van Lieshout et Ivan Georgiev. Ils signent avec une maison de disques de Bruxelles, Crammed Discs, en 1985.
En 1988, le groupe se met en sommeil. Cette carrière riche est suivie de projets en solo pour tous les membres. Steven Brown sort plusieurs albums solo (et collabore notamment avec le compositeur belge Marc Lerchs), et refonde un nouveau groupe, Nine Rain, au Mexique. 
En 1997, Tuxedomoon réapparait sous l'impulsion de trois membres fondateurs : Steven Brown, Peter Principle et Blaine Reininger, habitant respectivement au Mexique, à New York et en Grèce. Sa musique évolue, tout en restant profondément originale et intègre, expérimentale et plus ou moins inventive, défricheuse de nouveaux territoires, dont l'influence grandissante du jazz. L'album de ces retrouvailles, Cabin In The Sky, sort en 2004.
En 2006, l'album Bardo Hotel Soundtrack est une collaboration avec l'artiste vidéo grec George Kakanakis et illustre la bande originale du film que le groupe a réalisé. La même année, le groupe français Palo Alto rend hommage à Tuxedomoon en réalisant une compilation de reprises intitulée Next to Nothing.
En 2007, un coffret anniversaire célébrant les trente ans du groupe sort en octobre, comprenant leur nouvel album, Vapour Trails, de même qu'un CD de raretés jusqu'alors jamais sorties et un DVD comprenant vidéos du groupe et un documentaire. Une biographie, intitulée Music For Vagabonds - The Tuxedomoon Chronicles, de la plume d'Isabelle Corbisier, paraît en mars 2008.
Le 7 mars 2016, le cinéaste, metteur en scène et musicien Bruce Geduldig meurt à Sacramento (Californie), d'une maladie du foie. Bruce Geduldig avait rejoint Tuxedomoon pour s'occuper des images et scénographies et être responsable des effets visuels des spectacles du groupe.
Peter Principle (de son vrai nom Peter Dachert), le bassiste et compositeur du groupe, décède d'une crise cardiaque à Bruxelles le 17 juillet 2017 à l'âge de 63 ans.

## Composition du groupe
- Steven Brown : saxophone, clarinette, chant, synthétiseur, claviers ; depuis 1977.
- Blaine Reininger : violon, guitare, chant ; depuis 1977.
- Peter Principle : guitare basse, cd player ; depuis 1978 (décédé le 17 juillet 2017 à Bruxelles).
- Bruce Geduldig : visuels ; depuis 1977 (décédé en mars 2016).
- Luc van Lieshout : trompette, harmonica ; depuis 1983.
- Ivan Georgiev : de 1985 à 1988.
- Winston Tong : chant ; de 1977 à 1985.
- Michael Belfer : guitare, EBow ; en 1978.
- Paul Zahl : batterie, percussion électronique ; en 1978 et en 1987-88 (Reunion tour).

## Albums
- Half Mute, 1980
- Joeboy in Rotterdam, 1981
- Desire, 1981
- Divine, 1982
- Suite En Sous-Sol-Time to Lose, 1982 et 1986
- Holy Wars, 1985
- Ship of Fools, 1986
- You, 1987
- Pinheads on the move, 1987 - double-LP Compilation-Live[1]
- Ten Years in One Night (Live), 1989
- The Ghost Sonata, 1991
- Joeboy in Mexico, 1997
- Soundtracks - Urban Leisure, 2002
- Cabin in the Sky, 2004
- Bardo Hotel Soundtrack, 2006
- Vapour Trails, 2007
- At Twilight, 2013
- Pink Narcissus, 2014

## Liens
- Notices d'autorité :   - VIAF
  - ISNI
  - LCCN
  - Israël
  - Tchéquie
  - WorldCat
- Site officiel